# Municipio de Avena
El municipio de Avena (en inglés: Avena Township) es un municipio ubicado en el condado de Fayette en el estado estadounidense de Illinois. En el año 2010 tenía una población de 2010 habitantes y una densidad poblacional de 21,28 personas por km².

## Geografía
El municipio de Avena se encuentra ubicado en las coordenadas 39°2′34″N 88°51′45″O / 39.04278, -88.86250. Según la Oficina del Censo de los Estados Unidos, el municipio tiene una superficie total de 94.46 km², de la cual 94,07 km² corresponden a tierra firme y (0,41 %) 0,39 km² es agua.

## Demografía
Según el censo de 2010, había 2010 personas residiendo en el municipio de Avena. La densidad de población era de 21,28 hab./km². De los 2010 habitantes, el municipio de Avena estaba compuesto por el 98,66 % blancos, el 0,2 % eran afroamericanos, el 0,3 % eran de otras razas y el 0,85 % eran de una mezcla de razas. Del total de la población el 1 % eran hispanos o latinos de cualquier raza.